# Стивенс, Трэвис
Трэвис Стивенс (англ. Travis Stevens, 28 февраля 1986 года, Белвью, Вашингтон, США) — американский дзюдоист, серебряный призёр Олимпийских игр, двукратный победитель Панамериканских игр, чемпион и многократный призёр Панамериканских чемпионатов. Также мастер дзю-дзюцу, обладатель чёрного пояса. 

## Биография
Родился в Белвью штата Вашингтон 28 февраля 1986 года. С шести лет начал заниматься различными боевыми искусствами.  
В 2003 году стал третьим на международном турнире в Далласе. В 2004 году стал чемпионом США среди юниоров и был третьим на международном юниорском турнире (U20). В 2005 году снова стал чемпионом США среди юниоров, а на чемпионате страны среди взрослых был третьим. В 2006 году победил на турнирах USA Fall Classic, US Open, Ontario Open, а на Rendez-Vous Canada был третьим. В 2007 году стал чемпионом страны, чемпионом Панамериканских игр, был третьим на турнире British Open London, вторым на турнирах Pedro's Judo Challenge и US Open, и стал победителем турниров Liberty Bell Judo Classic, Morris Cup, Quebec Senior Open, Rendez-Vous Canada, Finnish Open Vantaa. В 2008 году был третьим на турнире The New York Open, вторым на Панамериканском чемпионате, и первым на Rendez-Vous Canada, Morris Cup, US Open, и на отборочном турнире в сборную США на Олимпийские игры US Olympic Trial. 
Выступал на Олимпийских играх 2008 года, в категории до 81 килограмма. Проиграв в четвертьфинале Оле Бишофу, затем выиграв в одной и проиграв во второй утешительной схватке, из турнира выбыл, заняв 9 место. 
См. таблицу турнира.
В 2009 году стал Панамериканским чемпионом и вновь стал чемпионом США. Кроме того, привычно победил на Rendez-Vous Canada, был вторым на The New York Open, третьим на турнире серии Большого Шлема в Рио-де-Жанейро, пятым на розыгрыше Кубка Великобритании. В 2010 году сумел победить только на чемпионате США; был серебряным призёром турниров Belgian Open, розыгрыша Кубка мира, розыгрыша Кубка Панамерики в Сан-Сальвадоре, бронзовым призёром чемпионата Панамерики,  турнира серии Большого Шлема в Париже, Гран-при в Циндао, был пятым на Гран-При Абу-Даби и седьмым на розыгрыше Кубка Панамерики в Майами. В 2011 году победил на Гран-при Дюссельдорф и завоевал Кубок IJF в Ташкенте; также был вторым на чемпионате Панамерики, турнире серии Большого Шлема в Москве, третьим на Гран-при Абу-Даби, пятым на розыгрыше Кубка мира и турнире  IJF Worls Masters в Баку. 
В 2012 году стал чемпионом Европы в клубных соревнованиях, вторым на турнире серии Большого Шлема в Рио-де-Жанейро, седьмым на розыгрыше Кубка Европы. 
Выступал на Олимпийских играх 2012 года, в категории до 81 килограмма, смог добраться до полуфинала, где снова проиграл Оле Бишофу, и затем проиграл встречу за третье место,  заняв итоговое 5 место. 
См. таблицу турнира.
В 2013 году выиграл на клубном чемпионате Европы, Гран-при Ташкент, и кубке Pan American Open, был третьим на Панамериканском чемпионате, пятым на турнире серии Большого Шлема в Токио, седьмым на Гран-при Абу-Даби. В 2014 году выиграл Гран-при Дюссельдорф и Кубок Pan American Open, был вторым на турнирах Гран-при в Тбилиси, Загребе и Гаване, третьим на Панамериканском чемпионате, пятым на турнире серии Большого Шлема в Тюмени и седьмым на Гран-при Самсун. В 2015 году стал победителем Панамериканских игр, снова был третьим на Панамериканском чемпионате, пятым на турнире серии Большого Шлема в Токио, седьмым на Гран-при Дюссельдорф. 
В 2016 году стал серебряным призёром чемпионата Панамерики и Гран-при Гавана, а также победил на турнире IJF Worls Masters в Гвадалахаре. 
Выступал на Олимпийских играх 2016 года, в категории до 81 килограмма, где боролись 34 дзюдоиста. Спортсмены были разделены на 4 группы, из которых четыре дзюдоиста по результатам четвертьфиналов выходили в полуфиналы. Проигравшие в четвертьфинале встречались в «утешительных» схватках и затем с потерпевшими поражение в полуфиналах, и по этим результатам определялись бронзовые призёры.
На этот раз Трэвис Стивенс дошёл до финала соревнований, где чисто проиграл Хасану Халмурзаеву, и завоевал серебряную медаль Олимпийских игр. 
| Круг  | Соперник               | Действия                                                                                          | Итог      | Соперник                  | Действия                                                                 |
| ----- | ---------------------- | ------------------------------------------------------------------------------------------------- | --------- | ------------------------- | ------------------------------------------------------------------------ |
| 1/32  | Трэвис Стивенс (USA)   | Ложная атака (0:45) — сидо Томоэ Нагэ (4:29) — юко                                                | 001s1—0s2 | Робин Пачек (SWE)         | Выход за пределы татами (0:22) — сидо Уклонение от захвата (0:37) — сидо |
| 1/16  | Трэвис Стивенс (USA)   | Ложная атака (1:17) — сидо Ути Мата (2:53) — юко Татэ Сихо Гатамэ (3:40) — иппон                  | 101s1—0s2 | Шахзодбек Сабиров (UZB)   | Пассивность (1:07) — сидо Пассивность (2:24) — сидо                      |
| 1/4   | Трэвис Стивенс (USA)   | Ёко Сихо Гатамэ (1:57) — иппон                                                                    | 100s3—0s1 | Ивайло Иванов (BUL)       | Толчок рукой в лицо (1:07) — сидо                                        |
| 1/2   | Трэвис Стивенс (USA)   | Запрещённый болевой приём (2:41) — сидо Ложная атака (3:48) — сидо Окури Ери Дзимэ (4:07) — иппон | 100s2—0s1 | Автандил Чрикишвили (GEO) | Выход за пределы татами (2:13) — сидо                                    |
| Финал | Хасан Халмурзаев (RUS) | Ути Мата (2:42) — иппон                                                                           | 100—000   | Трэвис Стивенс (USA)      | —                                                                        |

Тренируется в Нью-Йорке, в школе Ренцо Грейси, известного мастера дзю-дзюцу. В 2013 году открыл собственную школу в Бостоне.